# UCI Oceania Tour 2007
Die UCI Oceania Tour ist der vom Weltradsportverband UCI zur Saison 2005 eingeführte ozeanische Straßenradsport-Kalender unterhalb der UCI ProTour.
Die Eintagesrennen und Etappenrennen der UCI Oceania Tour sind in drei Kategorien (HC, 1 und 2) eingeteilt.

## Gesamtstand
(Endstand: 30. Oktober 2007)
| Platz | Fahrer              | Punkte |
| ----- | ------------------- | ------ |
| 1.    | Robert McLachlan    | 238    |
| 2.    | Karl Menzies        | 215    |
| 3.    | David Pell          | 155    |
| 4.    | Hayden Roulston     | 146    |
| 5.    | Wesley Sulzberger * | 110    |
| 6.    | Chris Jongewaard    | 094    |
| 7.    | Darren Lapthorne    | 086    |
| 8.    | Gordon McCauley     | 077    |
| 9.    | Hilton Clarke       | 064    |
| 10.   | Cameron Wurf        | 045    |
| 11.   | Ashley Whitehead    | 044    |
| 12.   | David McCann        | 043    |
| 13.   | Jeremy Vennell      | 041    |
| 14.   | Sean Finning *      | 040    |
| 15.   | Justin Kerr         | 036    |
| 16.   | Robbie Williams *   | 035    |
| 17.   | Simon Clarke *      | 034    |
|       | Pieter Ghyllebert   | 034    |
|       | Phil Zajicek        | 034    |
| 20.   | Craig McCartney     | 032    |

| Platz | Team                                    | Punkte |
| ----- | --------------------------------------- | ------ |
| 1.    | Drapac Porsche                          | 410    |
| 2.    | Health Net-Maxxis                       | 262    |
| 3.    | SouthAustralia.com-AIS                  | 251    |
| 4.    | Savings & Loans                         | 171    |
| 5.    | Navigators Insurance                    | 165    |
| 6.    | The Jittery Joe’s                       | 110    |
| 7.    | Plowman Craven                          | 077    |
| 8.    | Chocolade Jacques                       | 067    |
| 9.    | Priority Health                         | 050    |
| 10.   | DFL-Cyclingnews-Litespeed               | 041    |
| 11.   | Babes Only-Villapark Lingemeer-Flanders | 036    |
| 12.   | Barloworld                              | 031    |
| 13.   | Toyota-United                           | 030    |
| 14.   | FRF Couriers-NSWIS                      | 028    |
| 15.   | Kodakgallery.com-Sierra Nevada          | 027    |
| 16.   | Team 3C-Gruppe Lamonta                  | 024    |
| 17.   | Hadimec-Nazionale Elettronica           | 020    |
| 18.   | Aisan Racing Team                       | 016    |
| 19.   | Colavita-Sutter Home                    | 016    |
|       | Discovery Channel-Marco Polo            | 016    |

## Rennkalender

### Oktober 2006
| Datum  | Rennen                                   | Kat. | Sieger           | Team           |
| ------ | ---------------------------------------- | ---- | ---------------- | -------------- |
| 8.–14. | Jayco Herald Sun Tour                    | 2.1  | Simon Gerrans    | Australien     |
| 21.    | Melbourne to Warrnambool Cycling Classic | 2.2  | Robert McLachlan | Drapac Porsche |

### November 2006
| Datum  | Rennen                     | Kat. | Sieger          | Team              |
| ------ | -------------------------- | ---- | --------------- | ----------------- |
| 6.–11. | PowerNet Tour of Southland | 2.2  | Hayden Roulston | Health Net-Maxxis |

### Januar
| Datum   | Rennen                         | Kat. | Sieger          | Team                 |
| ------- | ------------------------------ | ---- | --------------- | -------------------- |
| 17.–21. | Tour Down Under                | 2.HC | Martin Elmiger  | ag2r Prévoyance      |
| 24.–28. | Trust House Tour of Wellington | 2.2  | Hayden Roulston | Trek-Zookeepers Cafe |

### Mai
| Datum | Rennen                              | Kat. | Sieger           | Team       |
| ----- | ----------------------------------- | ---- | ---------------- | ---------- |
| 3.    | Ozeanienmeisterschaft Zeitfahren    | CC   | Cameron Wurf     | Australien |
| 5.    | Ozeanienmeisterschaft Straßenrennen | CC   | Robert McLachlan | Australien |

### Juni
| Datum | Rennen                         | Kat. | Sieger    | Team                |
| ----- | ------------------------------ | ---- | --------- | ------------------- |
| 29.   | B-Weltmeisterschaft Zeitfahren | CM   | Ma Haijun | Volksrepublik China |

### Juli
| Datum | Rennen                            | Kat. | Sieger      | Team    |
| ----- | --------------------------------- | ---- | ----------- | ------- |
| 1.    | B-Weltmeisterschaft Straßenrennen | CM   | Ivan Stević | Serbien |

### September
| Datum | Rennen                              | Kat. | Sieger            | Team        |
| ----- | ----------------------------------- | ---- | ----------------- | ----------- |
| 26.   | Weltmeisterschaft Zeitfahren U23    | CM   | Lars Boom         | Niederlande |
| 27.   | Weltmeisterschaft Zeitfahren        | CM   | Fabian Cancellara | Schweiz     |
| 29.   | Weltmeisterschaft Straßenrennen U23 | CM   | Peter Velits      | Slowakei    |
| 30.   | Weltmeisterschaft Straßenrennen     | CM   | Paolo Bettini     | Italien     |